# Kardynałowie z nominacji Klemensa X
Papież Klemens X (1670–1676) mianował 20 kardynałów na sześciu konsystorzach:

## 22 grudnia 1670
Kościoły tytularne nadano nominatom 23 lutego 1671.
1. Federico Borromeo, tytularny patriarcha Aleksandrii, sekretarz stanu – kardynał prezbiter S. Agostino, następnie kardynał prezbiter S. Agnese fuori le mura (8 sierpnia 1672), zm. 18 lutego 1673
2. Camillo Massimi, tytularny patriarcha Jerozolimy – kardynał diakon S. Maria in Domnica, następnie kardynał prezbiter S. Eusebio (30 stycznia 1673), kardynał prezbiter S. Anastasia (19 października 1676), zm. 12 września 1677
3. Gasparo Carpegna, tytularny arcybiskup Nicei – kardynał diakon S. Maria in Portico, następnie kardynał prezbiter S. Pudenziana (18 marca 1671), kardynał prezbiter S. Silvestro in Capite (14 listopada 1672), kardynał prezbiter S. Maria in Trastevere (19 października 1689), kardynał biskup Sabiny (27 stycznia 1698), zm. 6 kwietnia 1714

## 24 sierpnia 1671

### Nominacjain pectore, opublikowana 22 lutego 1672
1. Bernard Gustaw z Badenii-Durlach OSB, opat Fuldy – kardynał prezbiter S. Susanna (tytuł nadany 19 października 1676), zm. 26 grudnia 1677

### Nominacjain pectore, opublikowana 16 maja 1672
1. César d’Estrées, ambasador Francji – kardynał prezbiter S. Maria in Via (tytuł nadany 8 sierpnia 1672), następnie  kardynał prezbiter SS. Trinita al Monte Pincio (28 stycznia 1675),  kardynał biskup Albano (15 września 1698), zm. 18 grudnia 1714

## 22 lutego 1672

### Nominacje jawne
1. Pierre de Bonzi, arcybiskup Tuluzy – kardynał prezbiter S. Onofrio (tytuł nadany 19 października 1676), następnie kardynał prezbiter S. Pietro in Vincoli (19 października 1689), kardynał prezbiter S. Eusebio (28 listopada 1689), zm. 11 lipca 1703
2. Vincenzo Maria Orsini de Gravina OP – kardynał prezbiter S. Sisto (tytuł nadany 16 maja 1672), następnie kardynał biskup Frascati (3 stycznia 1701), kardynał biskup Porto e S. Rufina (18 marca 1715), od 29 maja 1724 papież Benedykt XIII, zm. 21 lutego 1730

### Nominacjain pectore, opublikowana 16 maja 1672
1. Johann Eberhard Nidhard SJ, tytularny arcybiskup Edessy – kardynał prezbiter S. Bartolomeo all'Isola (tytuł nadany 8 sierpnia 1672), następnie kardynał prezbiter S. Croce in Gerusalemme (25 września 1679), zm. 1 lutego 1681

## 16 stycznia 1673
1. Felice Rospigliosi, krewny Klemensa IX – kardynał diakon S. Maria in Portico (tytuł nadany 27 lutego 1673), następnie kardynał diakon S. Angelo in Pescheria (17 lipca 1673), kardynał diakon S. Eustachio (12 stycznia 1682), kardynał diakon S. Maria in Cosmedin (1 października 1685), kardynał diakon S. Agata in Suburra (30 września 1686), zm. 9 maja 1688

## 12 czerwca 1673

### Nominacje jawne
1. Francesco Nerli, arcybiskup Florencji – kardynał prezbiter S. Matteo in Merulana (tytuł nadany 25 września 1673), następnie kardynał prezbiter S. Lorenzo in Lucina (17 listopada 1704), zm. 8 kwietnia 1708
2. Girolamo Gastaldi, skarbnik generalny Kamery Apostolskiej – kardynał prezbiter S. Pudenziana (tytuł nadany 17 lipca 1673), następnie kardynał prezbiter S. Anastasia (13 września 1677), zm. 8 kwietnia 1685
3. Girolamo Casanate, referendarz Obojga Sygnatur, sekretarz Kongregacji ds. Biskupów i Zakonników – kardynał diakon S. Maria in Portico (tytuł nadany 17 lipca 1673), następnie kardynał diakon S. Cesareo in Palatio (2 grudnia 1675), kardynał diakon S. Agata in Suburra (6 kwietnia 1682), kardynał prezbiter Ss. Nereo ed Achilleo (16 września 1686), kardynał prezbiter S. Silvestro in Capite (7 listopada 1689), zm. 3 marca 1700
4. Pietro Basadonna – kardynał diakon S. Maria in Domnica (tytuł nadany 15 stycznia 1674), zm. 6 października 1684

### Nominacjain pectore, opublikowana 17 grudnia 1674
1. Federico Baldeschi Colonna, tytularny arcybiskup Cezarei – kardynał prezbiter S. Marcello (tytuł nadany 28 stycznia 1675), następnie kardynał prezbiter S. Anastasia (9 kwietnia 1685), zm. 4 października 1691

## 27 maja 1675
1. Alessandro Crescenzi CRS, tytularny patriarcha Aleksandrii, prefekt Domu Papieskiego – kardynał prezbiter S. Prisca (tytuł nadany 15 lipca 1675), zm. 8 maja 1688
2. Bernardino Rocci, tytularny arcybiskup Damaszku, prefekt Pałacu Apostolskiego – kardynał prezbiter S. Stefano al Monte Celio (tytuł nadany 15 lipca 1675), zm. 2 listopada 1680
3. Galeazzo Marescotti, tytularny arcybiskup Koryntu, nuncjusz w Hiszpanii – kardynał prezbiter S. Bernardo alle Terme (tytuł nadany 23 marca 1676), następnie kardynał prezbiter Ss. Quirico e Giulitta (22 września 1681), kardynał prezbiter S. Prassede (21 czerwca 1700), kardynał prezbiter S. Lorenzo in Lucina (30 kwietnia 1708), zm. 3 lipca 1726
4. Mario Alberizzi, tytularny arcybiskup Neocezarei, nuncjusz w Austrii – kardynał prezbiter S. Giovanni a Porta Latina (tytuł nadany 23 marca 1676), zm. 29 września 1680
5. Fabrizio Spada, tytularny arcybiskup Patras, nuncjusz we Francji – kardynał prezbiter S. Callisto (tytuł nadany 23 marca 1676), następnie kardynał prezbiter S. Crisogono (23 maja 1689), kardynał prezbiter S. Prassede (30 kwietnia 1708), kardynał biskup Palestriny (19 lutego 1710), zm. 15 czerwca 1717
6. Philip Thomas Howard OP, tytularny biskup elekt Elenopolis – kardynał prezbiter S. Cecilia (tytuł nadany 23 marca 1676), następnie kardynał prezbiter S. Maria sopra Minerva (25 września 1679), zm. 17 czerwca 1694